# Poo (Llanes)

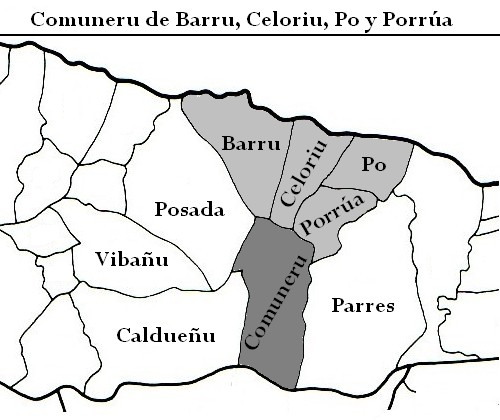
Localización de Poo entre las parroquias aledañas.

Poo (oficialmente, en asturiano, Po) es una parroquia del concejo asturiano de Llanes, en España, y un lugar de dicha parroquia. El lugar de Poo es la única entidad de población de la parroquia. 
La extensión de la parroquia es de 4,25 km², con una población empadronada en el año 2012 de 393 habitantes.
Dentro de la parroquia se encuentra la conocida como Playa de Poo que está enmarcada en las playas de la Costa Verde Asturiana y está considerada paisaje protegido,  desde el punto de vista medioambiental (por su vegetación).  Por este motivo está integrada, según información del Ministerios de Agricultura, Alimentación y Medio Ambiente,  en el Paisaje Protegido de la Costa Oriental de Asturias.